# Missione Iwakura

La Missione Iwakura. Al centro dell'immagine l'ambasciatore plenipotenziario Iwakura Tomomi in abiti tradizionali.

La missione Iwakura (岩倉使節団?, Iwakura shisetsudan), che prese il nome da Iwakura Tomomi (1823-1886), l'ambasciatore plenipotenziario posto a capo di essa, fu un importante viaggio diplomatico intorno al mondo organizzato dal governo Meiji. Il Giappone era in una fase di modernizzazione e la missione rientrava nella serie di misure prese dal governo volte a rinnovare il paese.
La missione partì da Yokohama il 23 dicembre del 1871 sulla nave a vapore America alla volta degli Stati Uniti e dell'Europa. In tutto i delegati visitarono dodici paesi e il viaggio durò un anno e dieci mesi.

## Membri della missione
A capo della missione fu nominato Iwakura Tomomi, Ministro della destra (Udaijin), con il ruolo di ambasciatore speciale plenipotenziario. Lo affiancarono alcuni dei più influenti uomini del governo Meiji tra cui: Ōkubo Toshimichi (1830-1878), Ministro delle Finanze; Kido Takayoshi (1833-1877), Consigliere (sangi); Itō Hirobumi (1841-1909), Vice-ministro all'industria; Yamaguchi Naoyoshi (1839-1894), Vice-ministro vicario agli esteri, tutti con la carica di vice-ambasciatori. Assieme a loro quarantasei funzionari governativi con diciotto persone del seguito e quarantatré studenti, di cui otto ragazze, per un totale di centosette persone, secondo i dati riportati da Kume Kunitake (1839-1931), attendente al seguito dell'ambasciatore Iwakura e cronista ufficiale della missione, il quale durante il viaggio raccolse molte informazioni prendendo appunti dettagliati in base ai quali, successivamente, fu redatta la relazione ufficiale dell'ambasceria pubblicata nel 1878.
Mentre ambasciatori e vice-ambasciatori facevano tutti parte dell'oligarchia Meiji, i segretari erano di diversa provenienza, per lo più ex vassalli dello shōgun che in alcuni casi erano già stati all'estero. Una caratteristica importante è la giovane età di tutti i componenti della missione: questa infatti partì in un momento di radicali trasformazioni e c'era il bisogno di persone duttili e dinamiche che affrontassero il “mondo nuovo”.

## Obiettivi della missione
Gli scopi della missione erano:
1. Avviare i negoziati per la revisione dei trattati ineguali prevista nel luglio del 1872;
2. Studiare i sistemi amministrativi, educativi, industriali delle potenze occidentali;
3. Presentare le proprie credenziali diplomatiche ai capi di Stato delle potenze occidentali con cui erano stati firmati i trattati ineguali.[2]

### Revisione dei trattati
La revisione dei trattati ineguali, nonostante fosse molto importante per il governo Meiji, si rivelò assai complessa: lo stesso ambasciatore Iwakura era consapevole della difficoltà a rinegoziare i trattati durante la missione, infatti la linea ufficiale era di cercare di mantenere lo status quo, posticipando la revisione dei trattati al ritorno della missione (previsto dopo dieci mesi) e limitarsi a verificare la disponibilità delle potenze occidentali a rinegoziare la questione dell'extra-territorialità e del controllo sulle tariffe doganali. Tuttavia, già durante il soggiorno negli Stati Uniti la questione passò in secondo piano e la missione si concentrò sullo studio dei vari paesi visitati.

### Studio dei paesi occidentali
Il governo giapponese doveva studiare a fondo le caratteristiche delle diverse civiltà occidentali per adottare, dopo un'analisi approfondita delle istituzioni e dei sistemi dei paesi più avanzati, quelli più adeguati al proprio progetto di modernizzazione. In particolare la missione analizzò:
- il sistema politico e quello legislativo di ciascun paese, l'organizzazione dei tribunali, il Parlamento, i segretariati internazionali, gli uffici contabili;
- le leggi sulle imposte, i sistemi da adottare nella gestione delle finanze, le obbligazioni di stato, banconote, la gestione pubblica e privata dei cambi, l'assicurazione sugli incendi, sugli incidenti marittimi, sui furti; i regolamenti e i sistemi degli scambi commerciali con l'estero, i trasporti ferroviari, le linee telegrafiche, il funzionamento delle compagnie postali, la zecca, le industrie;
- i diversi sistemi di istruzione;
- la legge di reclutamento nell'esercito e in marina, lo stipendio pagato ai soldati. Nei porti andavano studiati la situazione della dogana marittima, dei depositi d'armi, dei cantieri navali, delle scuole militari e degli stabilimenti siderurgici.[2]

La missione fu suddivisa in diversi sottogruppi incaricati di formarsi un'immagine precisa dei vari settori essenziali.

## Origine della missione e i suoi preparativi
Un grande impulso al progetto della spedizione di una missione giapponese all'estero fu dato inizialmente da Ōkuma Shigenobu (1838-1922), il quale avrebbe dovuto prendervi parte personalmente. Durante il periodo del bakumatsu, Ōkuma aveva studiato a Nagasaki con Guido Verbeck (1830-1898), missionario olandese giunto in questa città nel 1859. Verbeck nel 1869 fu nominato consigliere straniero (oyatoi gaikokujin) del governo Meiji e consegnò a Ōkuma il progetto di una missione che doveva visitare Stati Uniti ed Europa con dettagli sull'itinerario, sugli obiettivi e sui componenti della missione, intitolato Brief Sketch. Verbeck, infatti, per far fronte alle continue domande che gli venivano poste sui diversi sistemi governativi, educativi e religiosi dei paesi occidentali, si era deciso a presentare la proposta per una missione all'estero così da permettere ai rappresentanti del governo Meiji di vedere di persona il grado di sviluppo dell'Occidente. Tuttavia, Ōkuma riteneva i tempi non fossero ancora maturi per una missione all'estero, visto il risentimento ancora forte verso gli stranieri. Il Brief Sketch rimase inutilizzato per circa due anni, quando Iwakura Tomomi chiese un incontro con Verbeck che riscrisse la relazione consegnata a Ōkuma. Il progetto, che inizialmente era nato sotto il patrocinio del Primo Ministro Sanjō Sanetomi (1837-1891) come “missione Ōkuma”, passò nelle mani del Ministero degli Esteri quando si cominciò a parlare concretamente di revisione dei trattati con le potenze occidentali. Ōkuma vide quindi sfumare il progetto della missione che portava il suo nome, ma appoggiò la partecipazione di molti statisti alla missione Iwakura e propose di stilare un documento affinché durante la loro assenza dal paese non venissero attuate riforme: in caso di necessità, l'ambasciatore Iwakura sarebbe stato tempestivamente contattato. L'accordo fu accettato di buon grado dai membri della missione che si vedevano così tutelati durante il periodo di assenza. I partecipanti alla missione e i membri del governo che rimanevano in Giappone si impegnarono inoltre a fornire delle relazioni informative due volte al mese. Tuttavia, l'accordo non fu rispettato: infatti, mentre la missione era all'estero fu effettuata la revisione della tassazione fondiaria, si passò dal calendario lunare a quello gregoriano, fu eliminato il Ministero degli Affari Militari, al posto del quale furono creati il Ministero della Guerra e quello della Marina. Le due relazioni mensili si ridussero a una al mese, o addirittura una ogni due mesi e inoltre, a causa dei frequenti ritardi postali, spesso le comunicazioni giungevano a riforme già ultimate.

## Itinerario

### Stati Uniti
Gli Stati Uniti furono la prima tappa della missione, che raggiunse San Francisco il 15 gennaio 1872 e Washington il 29 febbraio. Dal punto di vista dei rapporti internazionali e della revisione dei trattati, la missione non ottenne risultati concreti. I delegati della missione durante il colloquio con il segretario di Stato Hamilton Fish per la rinegoziazione dei trattati scoprirono presto che non disponevano di sufficienti poteri plenipotenziari. Infatti la lettera dell'Imperatore Mutsuhito, che costituiva le credenziali della missione, affidava a Iwakura e agli altri membri della missione il compito di discutere le questioni principali relative alla negoziazione, ma era vaga nel dare alla missione l'autorità per firmare un nuovo trattato. Fish quindi fece pressione su Iwakura affinché chiarisse quale fosse lo scopo della missione e chiese nuove credenziali per autorizzare la firma del trattato; Ōkubo e Kido dovettero perciò tornare in Giappone per ottenere le credenziali necessarie. Intanto Iwakura avanzò la proposta di tenere in Europa la conferenza per la revisione dei trattati del Giappone con le altre potenze occidentali, proposta che però non fu accettata da Fish. Questo bloccò definitivamente le trattative e quando Ōkubo e Kido tornarono dal Giappone, la questione della revisione dei trattati era stata ormai accantonata. 
A causa di questa impasse diplomatica, il soggiorno negli Stati Uniti fu il più lungo (15 gennaio-6 agosto 1872) e consentì ai membri della missione di studiare a fondo la complessa realtà americana. L'America di quegli anni costituiva l'immagine stessa del “nuovo mondo” dotato di iniziativa, di capacità produttive e di un alto potenziale tecnologico, e così fu percepita dai delegati, soprattutto da Kido e Ōkubo, che poterono constatare quanto il cammino fosse ancora lungo prima che il Giappone potesse competere con gli occidentali. La missione si era prolungata più di quanto previsto ed era già in ritardo sul programma di visita in Gran Bretagna. La missione, infatti, raggiunse Liverpool soltanto il 17 agosto.

### Gran Bretagna
L'ambasciatore e i vice-ambasciatori, durante il loro soggiorno in Gran Bretagna intendevano studiarne la giustizia, il governo e le istituzioni politiche ed analizzare la struttura economica, industriale e il sistema educativo. Agosto non era il periodo migliore per una visita ufficiale a Londra, dato che i lavori del Parlamento erano sospesi e i Ministri erano fuori dalla capitale. Inoltre la regina Vittoria era in Scozia per le vacanze estive, e non sarebbe stata disponibile per udienze a Londra fino alla fine dell'anno. Questo lasciò molto tempo alla missione per studiare la realtà inglese: tra settembre e novembre i membri della delegazione visitarono venti città inglesi, tra cui Londra, Liverpool, Manchester, Birmingham, e ispezionarono fabbriche, banche, centri commerciali, scuole, biblioteche e nodi di comunicazione per trarne ogni insegnamento possibile. Quando discussero con il segretario degli Esteri Lord Granville, i membri fecero presente che il loro obiettivo definitivo erano le modifiche ai trattati, ma preferirono ascoltare le opinioni del governo inglese in merito, piuttosto che avanzare proposte specifiche. Granville sollevò la doppia questione della tolleranza religiosa e del diritto degli stranieri a viaggiare in tutto il Giappone: tali questioni sarebbero emerse in tutte le discussioni tenute con gli altri paesi europei. Quando gli si chiese se la clausola dell'extraterritorialità sarebbe potuta essere rimossa al più presto, Grandville rispose che ciò sarebbe stato fatto non appena il Giappone si fosse dotato di un codice di leggi che la Gran Bretagna avesse potuto riconoscere. Due settimane dopo l'udienza ufficiale con la regina presso il Castello di Windsor il 5 dicembre, la delegazione partì alla volta della Francia.

### Francia e Germania
La missione giunse in Francia il 16 dicembre del 1872, il soggiorno durò due mesi e viene ritenuto dagli storici poco significativo rispetto a quello negli Stati Uniti e in Gran Bretagna. Il soggiorno e le attività dei delegati, ad eccezione di una breve escursione nel centro tessile di Elbeuf di Itō Hirobumi, si concentrarono per lo più nella zona di Parigi. La Francia avrebbe potuto ispirare molte idee ai giovani patrioti giapponesi ma al momento della visita l'esempio francese apparve negativo agli occhi di chi cercava una via di salvezza per il proprio paese. La Francia, infatti, era appena stata sconfitta dalla Prussia, rivelando impreparazione militare, scarsa capacità organizzativa e un basso livello di coesione civile. 
Le questioni diplomatiche furono affrontate durante la discussione che Iwakura ebbe con il Ministro degli affari esteri francese Charles de Rémusat il 24 gennaio 1873 e si focalizzò principalmente sulla revisione dei trattati e sulla libertà religiosa per i cristiani. Dopo la Francia, la missione si recò in Belgio (dal 18 febbraio 1873) e nei Paesi Bassi (dal 24 febbraio). Con i Paesi Bassi il Giappone aveva un rapporto speciale, per via dell'insediamento olandese a Deshima durante il periodo del sakoku. Gli ambasciatori furono ricevuti dai membri della famiglia reale dei Paesi Bassi. Dal 7 marzo la missione si spostò in Germania, dove rimase tre settimane. Sebbene il soggiorno fosse stato piuttosto breve, Kume Kunitake nel suo resoconto di viaggio dedica ben dieci pagine alla visita alla Germania, dimostrando l'importanza che questa nazione rivestiva per il suo apparato militare, la sua potenza economica e il suo progresso scientifico. L'11 marzo la missione fu accolta a Berlino dall'imperatore Guglielmo I e dal cancelliere Otto von Bismarck. Durante il soggiorno gli uomini di Iwakura ebbero modo di visitare due moderni stabilimenti militari nella parte sud di Berlino, oltre ad alcune istituzioni accademiche e all'industria manifatturiera. Inoltre i delegati ebbero dei colloqui con il cancelliere Bismarck, che influenzò notevolmente l'oligarchia Meiji e che fu prodigo di consigli per gli uomini venuti da così lontano. Intanto in patria si era acceso tra gli oligarchi il dibattito sulla questione coreana che spinse Iwakura a considerare il ritorno anticipato di alcuni dei membri della missione. Quindi, dopo la visita a Berlino, Ōkubo lasciò la missione e si diresse verso Marsiglia, dove si imbarcò per il Giappone.

### Russia e Nord Europa
Il resto della missione proseguì verso la Russia, in cui prevedeva di rimanere due settimane, dal 30 marzo al 13 aprile 1873. La Russia era un paese con cui il Giappone era già da tempo in continua tensione: si temeva infatti l'espansione russa nei paesi dell'Asia orientale. Nonostante la delegazione non intendesse riprendere dai russi esempi di modernizzazione, una visita in Russia era comunque inevitabile e si concentrò sulla discussione di questioni di reciproco interesse. La missione giunse a San Pietroburgo il 30 marzo e furono ricevuti dalla famiglia reale il 3 aprile. Dopo la visita in Russia, che fu piuttosto breve, il 15 aprile la missione tornò in Germania e a quel punto anche Kido lasciò la missione per tornare in Giappone: si distaccò dal gruppo principale continuando il suo viaggio attraverso l'Europa e si diresse verso Vienna, dove partecipò alla cerimonia di apertura dell'Esposizione Universale di Vienna del 1º maggio. Poi partì alla volta dell'Italia, dove visitò Venezia, Firenze, Roma, Napoli, Milano e Como, si spostò in Svizzera, infine visitò Chaumont, Parigi, Lione e Marsiglia, dove si imbarcò sulla nave a vapore per il ritorno in patria. Intanto il resto della missione proseguì verso la Prussia del Nord fino alla Danimarca e passò la settimana dal 23 al 29 aprile 1873 in Svezia.

### Italia, Austria e Svizzera
La missione arrivò ad Amburgo il 1º maggio e da lì si diresse verso l'Italia viaggiando attraverso Hannover, Francoforte e Monaco di Baviera. Durante il soggiorno in Italia che durò dall'8 maggio al 2 giugno 1873 la missione visitò Firenze, Roma, Napoli e Venezia e fu ricevuta il 14 maggio da Vittorio Emanuele II. Dopo la visita in Italia la missione raggiunse l'Austria il 3 giugno e i delegati visitarono, in quattro differenti occasioni, l'Esposizione Universale di Vienna. Gli ambasciatori furono anche ricevuti in udienza dall'imperatore e dai membri della sua corte; osservarono le manovre militari, la fanteria, la cavalleria e l'artiglieria. Dal 19 giugno al 15 luglio si spostarono in Svizzera. Infine trascorsero pochi giorni nel sud della Francia; visitarono Lione il 15 luglio e partirono da Marsiglia per tornare in Giappone il 20 luglio. Inizialmente, la missione intendeva visitare anche il Portogallo, ma la richiesta di estensione del soggiorno fu respinta da Tokyo, che insisteva sul ritorno dell'intera delegazione a causa della crisi interna al paese.

### La situazione al ritorno
Anche il viaggio di ritorno rappresentò un ulteriore motivo di studio. A Fukuchi Gen'ichirō, uno dei Primi Segretari della missione, fu richiesto di tornare prima per studiare la situazione in Medio Oriente. Fukuchi viaggiò per l'impero Ottomano e si concentrò soprattutto sull'Egitto: anche gli egiziani, infatti, stavano affrontando dei problemi analoghi a quelli del Giappone riguardo alla questione dell'extra-territorialità. Il resto della missione invece viaggiò attraverso il canale di Suez e si fermò ad Aden e Galle, nello Sri Lanka. Non potendo sbarcare a Singapore a causa di un'epidemia di colera, i delegati visitarono Saigon, Hong Kong e Shanghai, prima di giungere a Nagasaki. Il viaggio permise loro di toccare con mano il grado di estensione dell'influenza occidentale sul mondo. Ōkubo tornò in Giappone il 23 maggio 1873 mentre Kido raggiunse Yokohama il 23 luglio. Il resto della missione, con Iwakura, fece ritorno a Yokohama il 13 settembre 1873. Immediatamente i leader della delegazione si trovarono ad affrontare gli impellenti problemi politici, innanzitutto l'accesa discussione sul possibile attacco alla Corea, fortemente voluto da Saigō Takamori e Itagaki Taisuke. 
Quando la missione tornò in patria, la questione coreana assunse i toni di un vero e proprio scontro, dal momento che i delegati si erano persuasi, dopo la visita all'Occidente, che la priorità fosse da dare al rafforzamento interno piuttosto che all'espansione esterna, poiché un atto simile implicava il rischio di intervento delle potenze occidentali. Al momento non era possibile per il Giappone affrontare il rischio di una guerra con le potenze occidentali, dato l'enorme divario militare e tecnologico. Dopo il rientro della missione, pertanto, i piani per l'occidentalizzazione del paese furono intensificati, sia ricorrendo a un maggior numero di esperti europei e americani, sia inviando all'estero molti giapponesi, sia uomini che donne. La politica degli anni Settanta dell'Ottocento fu dominata dai membri della missione Iwakura, influenzati dalla loro esperienza all'estero e consapevoli dello stato di arretratezza del Giappone rispetto alle potenze occidentali e del suo bisogno di imparare dall'Occidente.

## Risultati della missione
Sul piano diplomatico la missione può essere vista come un fallimento dal momento che nessuno dei trattati stipulati con le potenze occidentali fu rinegoziato. Anche se c'erano stati grandi progressi nel rinnovamento del paese, era ancora prematuro per le potenze occidentali riconoscere il Giappone su un piano di parità. Tuttavia gli uomini del governo, consapevoli che difficilmente avrebbero ottenuto la revisione dei trattati ineguali, cercarono di approfittare del lungo soggiorno all'estero per sondare la disponibilità delle potenze a modificare i trattati, oltre che per studiare i sistemi dei vari paesi occidentali, come specificato nel messaggio dell'Imperatore Mutsuhito rivolto ai capi di Stato cui la missione doveva presentare le credenziali:
"Giacché costumi e leggi del Giappone differiscono molto da quelli dei paesi stranieri, non intendiamo intraprendere subito la revisione. Studieremo prima le istituzioni delle nazioni civili, adotteremo quelle più confacenti al Giappone e gradualmente riformeremo il nostro governo e le nostre maniere, così da conseguire uno status uguale a quello delle nazioni civili."
Quindi uno dei risultati della missione fu di permettere al Giappone di comprendere quali passi intraprendere per modificare i trattati ineguali: prima di poter ottenere la revisione, era necessario che il Giappone adottasse un sistema politico, giudiziario e amministrativo di stampo occidentale così da essere riconosciuto al pari delle altre potenze, e soltanto in seguito si sarebbe potuto procedere alla revisione. Pertanto, primo obiettivo della missione divenne lo studio e l'analisi dei diversi modelli di sviluppo proposti dai paesi occidentali. Un altro obiettivo fu di proiettare un'immagine positiva del Giappone all'estero. Già durante il bakumatsu, in seguito all'apertura delle frontiere, l'Occidente aveva avuto modo di conoscere il Giappone: infatti lo shogunato e alcuni han avevano stretto rapporti con le potenze occidentali e avevano inviato missioni all'estero. Il solo shogunato aveva inviato tra il 1860 e il 1867 sette missioni in Europa e in America. Il Giappone si preoccupò di ben figurare all'estero anche attraverso la partecipazione alle Esposizioni Universali: nel 1862 prese parte all'Esposizione inglese che si tenne a South Kensington, dove era presente un padiglione delle Ryūkyū, che facevano capo allo han di Satsuma. Nel 1867 lo shogunato partecipò, con gli han di Satsuma e Hizen, all'Esposizione Universale di Parigi, durante la quale ci fu la consacrazione dell'arte giapponese in Europa. In seguito il governo Meiji partecipò nel 1871 all'Esposizione Universale di San Francisco e nel 1873 a quella di Vienna. Intanto, dopo che nel 1870 era stata aperta a Parigi la prima rappresentanza diplomatica giapponese, altre furono stabilite nelle capitali degli stati principali: nel 1872 a Londra, nel 1873 a Washington, Vienna e Roma e nel 1874 a Berlino e San Pietroburgo.

## La missione Iwakura in Italia
Le relazioni diplomatiche tra Italia e Giappone furono stabilite ufficialmente con la firma del Trattato di Amicizia, Commercio e Navigazione il 25 agosto 1866. Figura chiave delle relazioni tra i due paesi fu il conte Alessandro Fè d'Ostiani (1825-1905), designato ministro plenipotenziario per la Cina e il Giappone nel 1870, il quale accompagnò i membri della missione durante la loro visita nel paese. La missione partì per l'Italia da Monaco di Baviera, passò per Innsbruck e il Trentino-Alto Adige e giunse infine alla stazione ferroviaria doganale di Ala, al confine tra Italia e Austria, alle 11 del mattino dell'8 maggio 1873. I delegati furono ricevuti da Fè d'Ostiani a Firenze il 9 maggio 1873, e rimasero in Italia fino al 3 giugno. 
Durante la visita a Firenze, Roma, Napoli e Venezia, i membri della missione visitarono istituzioni, monumenti storici e artistici e musei. L'interesse principale per l'Italia fu diretto all'artigianato, come testimoniano le diverse visite a botteghe e fabbriche, soprattutto a Firenze, mentre scarso fu l'interesse a livello industriale. C'è anche da considerare che la missione aveva escluso (almeno ufficialmente) le aree del nord più avanzate dal punto di vista industriale, come Milano e Torino. La missione comunque osservò i diversi aspetti della modernizzazione in Italia, come lo sviluppo della rete ferroviaria, che in Giappone era ancora del tutto inadeguata. L'itinerario del viaggio Italia fu organizzato in modo da permettere ai delegati di visitare le origini della civiltà europea, le antichità classiche e l'arte rinascimentale. La prima città che i delegati visitarono fu Firenze, dove rimasero per due soli giorni. Dalle descrizioni fatte da Kume Kunitake nel suo reportage, risulta evidente come ciò che colpì particolarmente l'attenzione dei membri della missione fu l'architettura; in secondo luogo fu molto apprezzata la scultura. La successiva visita a Roma fu incentrata sull'incontro con Vittorio Emanuele II, durante il quale furono presentate le credenziali e fu dato un pranzo ufficiale in onore dell'ambasceria. I membri della missione visitarono la Basilica di San Pietro, i Musei Vaticani e i monumenti dell'antica Roma, il Colosseo, le Terme di Caracalla. Sempre accompagnata da Fè d'Ostiani, la delegazione lasciò Roma per andare a Caserta, dove visitò la Reggia e successivamente raggiunse Napoli, da dove partì per visitare le rovine di Pompei e di Ercolano. La missione tornò a Roma il 25 maggio per una visita ufficiale al re Vittorio Emanuele II e al Ministro degli esteri Visconti Venosta, dopo la quale partì per Venezia, dove visitò la Basilica di San Marco, il Campanile e la laguna. Il 29 maggio, alcuni dei membri della missione visitarono gli Archivi di Stato che conservavano i documenti relativi alla prima ambasceria giapponese in Europa del 1585 e alla seconda del 1615. Il 30 maggio una parte della delegazione, con a capo Itō Hirobumi, sostò a Brescia in casa di Fè d'Ostiani per poi raggiungere Milano, per una visita non ufficiale.
Arrivati in Italia, i membri della delegazione ebbero subito conferma del fatto che si trattava di un paese d'arte. Essi volsero la loro attenzione non soltanto all'arte classica, ma anche all'artigianato locale. Sicuramente ciò che maggiormente colpì la delegazione dell'arte italiana fu l'architettura insieme alla sistemazione dei giardini occidentali, così diversi da quelli del loro paese.